# نگرانی همدلانه
نگرانی همدلانه (انگلیسی: Empathic concern) به احساسات دیگری اشاره دارد که توسط فرد نیازمند برانگیخته شده و با رفاه درک شده او مطابقت دارد. این هیجان دیگر گرا شامل احساسات لطافت، همدردی، دلسوزی و نرمی دل است.
نگرانی همدلی اغلب با همدلی اشتباه گرفته می‌شود. همدلی به معنای پاسخ دادن به وضعیت احساسی درک شده دیگران با تجربه احساسی مشابه است. نگرانی یا همدردی همدلانه نه تنها شامل همدلی، بلکه داشتن توجه مثبت یا نگرانی غیر گذرا برای شخص دیگر است.